# Кошовійське газоконденсатне родовище
Кошовійське газоконденсатне родовище — газоконденсатне родовище, що належить до Глинсько-Солохівського газонафтоносного району Східного нафтогазоносного регіону України.

## Опис
Розташоване в Полтавській області на відстані 20 км від м. Миргород.
Знаходиться в приосьовій зоні Дніпровсько-Донецької западини в межах півд. крила Лютенської сідловини.
Підняття виявлене в 1969 р.
Структура являє собою невелику брахіантикліналь північно-західного простягання розмірами по ізогіпсі — 5450 м 3,8х2,0 м. Перший промисл. приплив газу і конденсату одержано в 1978 р. з інт. 5542-5622 м.
Поклади пластові, склепінчасті, літологічно обмежені. Колектори — пісковики. Режим покладів газовий. Запаси початкові видобувні категорій А+В+С1: газу — 1135 млн. м³; конденсату — 48 тис. т.